# Grid (theatertechniek)

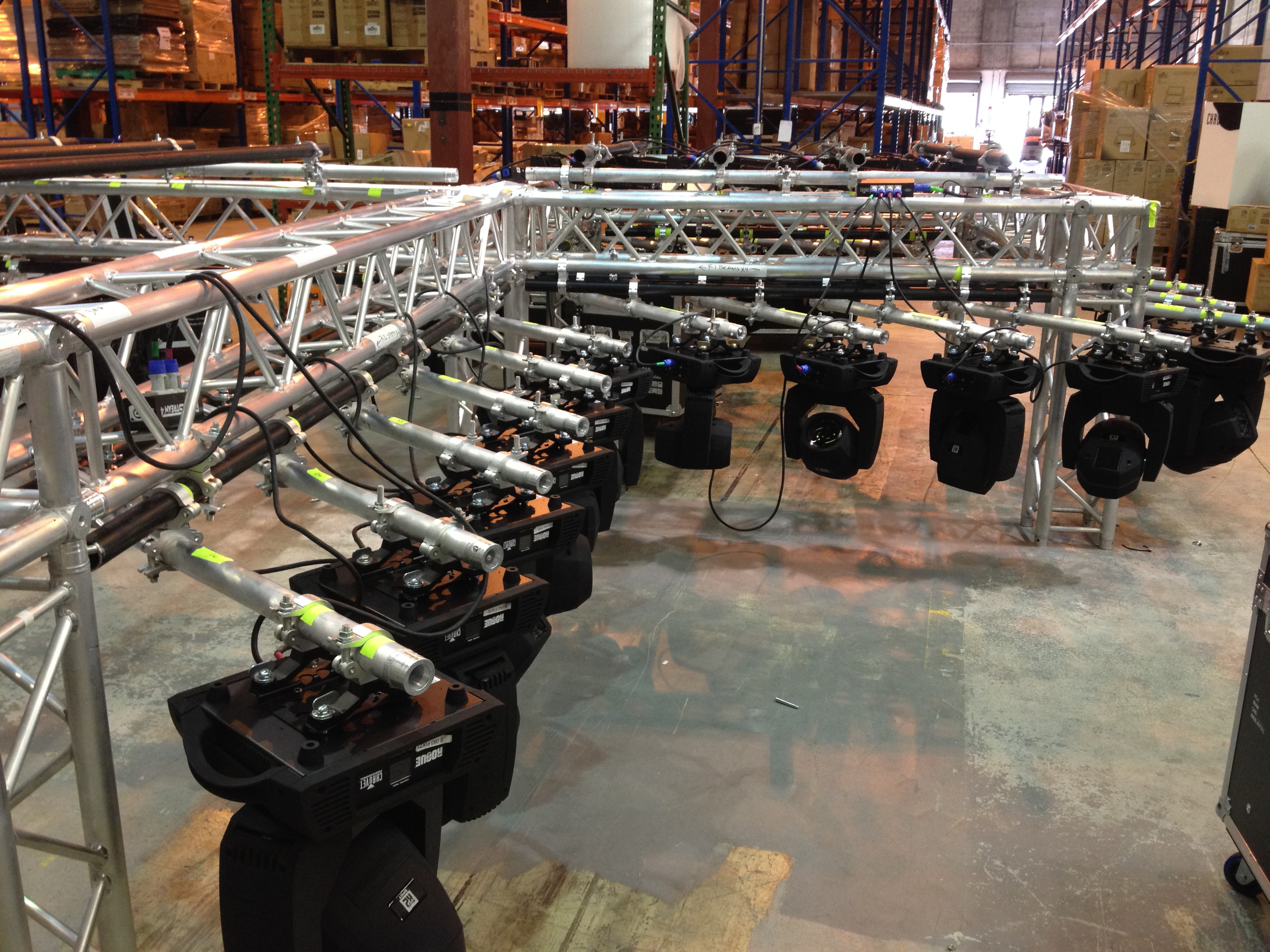
Een grid van gelaste vierkante aluminium profielen ('trussen') en buizen, met daaraan de theaterlampen

Een grid is een buizenstelsel boven het toneel en soms ook boven de zaal van een theater waaraan theaterlampen worden gehangen. Soms is een grid zo gemaakt dat theatertechnici eroverheen kunnen lopen, bijvoorbeeld om de belichting bij te stellen, of voor onderhoud en reparatie. De buizen zijn door middel van koppelingen vast aan elkaar bevestigd, zoals de buizen van een metalen bouwsteiger.
Een zaalbrug, waaraan frontlicht hangt, kan ook deel uitmaken van een grid.
Een grid komt vaak voor in kleinere theaters waar geen ruimte of geld is voor een trekkenwand, een hijsinstallatie voor systemen bestaande uit losse buizen die afzonderlijk omhoog en omlaag kunnen.